# Операція INFEKTION
Операція INFEKTION — кампанія з дезінформації, організована КДБ у 1980ті для поширення ідеї про те, що нібито вірус ВІЛ/СНІД було створено у США як біологічна зброя.
Відповідно до повідомлень Держдепу США, СРСР намагався поставити під сумнів дії США, поширювати антиамериканізм та позбавити Америку союзників. Кампанія мала погіршити відносини США з державами, у яких були розміщені американські військові бази, які, своєю чергою, проголошувались основною причиною розповсюдження СНІДу серед місцевого населення. Ще однією метою операції аналітики Державного департаменту США називали «відволікання уваги міжнародної спільноти від моніторингу радянської програми з розробки біологічної зброї». Також зазначалось, що проведення операції могло бути помстою за те, що США звинувачували СРСР у використанні хімічної зброї у Південній Азії.

## Назва
Назва «INFEKTION» походить з німецької мови. Вона з'явилась завдяки історику Томасу Богхарту, який, у свою чергу, посилався на колишнього офіцера Штазі Гюнтера Бонсака. Той стверджував, що назва операції була або «INFEKTION» або «VORWÄRTS II». Втім, пізніше історики Кристофер Нерінг та Даглас Селвейдж знайшли у архівах Штазі та колишньої Служби Безпеки Болгарії документи, що свідчили, що справжньою назвою операції було «DENVER».

## Роль спецслужб
Про роботу Штазі під час дезінформаційної кампанії відомо досить мало, оскільки основні архіви розвідувального департаменту (нім. Hauptverwaltung Aufklärung, HVA) були знищені у 1989—1990. Проте деякі висновки можна зробити на основі документів, що залишились в архівах інших департаментів та болгарського КДБ. З вересня 1986 десятий відділ HVA (відповідальний за так звані «активні заходи» розвідки) працював над операцією «DENVER», основним завданням якої було «просування у ЗМІ версії про штучне походження вірусу СНІД та причетності до цього США в особі військово-біологічної лабораторії у Форт-Детріку».

## Хід операції
Основою операції стала публікація у прорадянській індійській газеті «Patriot». В анонімному листі, який надійшов на адресу головного редактора «відомий американський вчений та антрополог» стверджував, що ВІЛ було створено генетичними інженерами у Форт Детрік, США. Також, на думку автора листа, «ця смертельна хвороба стала результатом експериментів Пентагону по розробці нових видів біологічної зброї». Вчених ЦКЗ, що працювали в Африці та Латинській Америці, звинувачували у тому, що вони шукають там нові небезпечні віруси, яких немає в Європі та Азії. Результати пошуків нібито обробляють в Атланті та у Форті Детрік, і саме таким чином було розроблено СНІД. Також у листі зазначалось, що Пентагон проводить подібні експерименти у сусідньому Пакистані, наслідком чого може бути поширення вірусу на територію Індії. Сама назва статті «ВІЛ може з'явитись в Індії» передбачає, що однією з цілей КДБ було погіршення відносин між Індією, США та Пакистаном.
Два роки потому КДБ вирішило використати поширену дезінформацію для того, щоб запустити міжнародну кампанію з дискредитації США. Комітет державної безпеки Болгарії 7 вересня 1985 отримав телеграму, у якій було сказано, що слід провести ряд заходів для того, щоб «створити за кордоном думку про те, що хвороба є наслідком виходу з-під контролю секретних експериментів спецслужб США та Пентагону з новим видом біологічної зброї». Як аргумент зазначалось, що «спочатку хвороба вражала лише певні групи людей — гомосексуалів, наркоманів та вихідців з Латинської Америки». Також у телеграмі згадувався Форт Детрик, у лабораторіях якого нібито розробили ефективні ліки проти хвороби, але США не ділиться цими ліками з іншими країнами.
Місяць потому радянська «Літературна газета» опублікувала статтю «Паніка на заході, або що приховано за сенсацією навколо AIDS». Там повторювалась дезінформація зі статті у «Patriot», а також додавалось дещо нове. Повідомлялось, що співробітники американських ЦКЗ здійснювали подорожі до Заїру, Нігерії та Латинської Америки для того, щоб зібрати зразки вірусу, на основі яких потім було створено ВІЛ. Також Пентагон нібито проводив експерименти на Гаїті та в самому США з використанням незахищених груп населення: наркоманів та безхатьків. Статтю з «Літературної газети» передруковували у Кувейті, Бахрейні, Фінляндії, Швеції, Перу та інших країнах.
Загалом у 1987 радянські медіа згадували тему СНІД близько 40 разів. Також інформація поширювалась у 80 країнах більш ніж тридцятьма мовами, в основному у лівих або комуністичних виданнях. Як правило, спочатку з'являлась публікація у певному видання за межами СРСР, а потім її починали поширювати радянські новинні агентства. Таким чином створювалась ілюзія справжнього журналістського розслідування.

## Звіт Сегала
Науковою основою для теорії про штучне походження ВІЛ стали публікації, написані професором Якобом Сегалем у співавторстві з його дружиною Лілі Сегал та іншими вченими. У радянських джерелах Сегала називали «німецьким вченим». Насправді він до 1933 року жив у Німеччині, потім емігрував до Франції, рятуючись від нацистів. Після війни отримав радянське громадянство та переїхав до НДР. У 1952 році став професором біології в Берлінському університеті, пізніше також працював на Кубі та в Мексиці.
У період з 1985 оп 1992 подружжя Сегалів створило ряд книг, присвячених штучному походженню ВІЛ. Зокрема, вони стверджували, що вірус було створено поєднанням штамів VISNA (вірус, що спричинює енцефаліт в овець) та HTLV-1 (ретровірус, який в рідкісних випадках стає причиною лейкемії).
Публікації Сегала згадуються у розсекречених документах болгарського КДБ, але явних доказів, що професор співпрацював зі спецслужбами, не існує. На думку Томаса Борхарта, Сегал міг отримати певні ідеї, спілкуючись з агентами Штазі, однак це не були прямі накази щодо участі у кампанії по дезінформуванню.

## Наслідки
У 1992 році 15 % американців вважали, що «СНІД було створено з умислом у лабораторіях, що належать уряду». У 2005 опитування, проведене Університетом Орегону та RAND Corporation показало, що 50 % афроамериканців вірять у штучне походження СНІДу, а більше 25 % вважають, що його створили в урядовій лабораторії. Також 12 % вірили, що СНІД створило ЦРУ, і 15 % вважали його формою геноциду, спрямованою проти чорношкірих.
У червні 2020 було виявлено іншу кампанію з дезінформування, пов'язану з російськими спецслужбами. Дослідники назвали її «Secondary infektion» на честь старої радянської операції.